# Centrum voor Onderzoek en Technologische Studies van de Plastische Kunsten
Het Centrum voor Onderzoek en Technologische Studie van de Plastische Kunsten (Frans: Centre de Recherches et d'Etudes technologiques des Arts plastiques) is een museum in Elsene in het Brussels Hoofdstedelijk Gewest.
In het museum wordt een overzicht gegeven van de technieken die worden gebruikt om kunstwerken te maken en te bestuderen.  Het maakt deel uit van de Université libre de Bruxelles en heeft vooral een educatief karakter.
Onder meer wordt de ontwikkeling van de technieken in verschillende scholen behandeld, zoals in de Vlaamse schilderkunst tussen de 15e en de 17e eeuw en de Franse schilderkunst in de 18e eeuw. Ook komen technieken aan bod buiten de schilderkunst, waaronder die van de vervaardiging van Brabantse retabels en glas-in-loodramen, en van de polychromie in beeldhouwwerken.
In het museum worden ook wetenschappelijke onderzoeken behandeld en er wordt een overzicht getoond van de ontwikkeling van modellen tussen de 13e en de 17e eeuw en van de geschiedenis van het kunstwerk op zichzelf. Verder komen de technieken aan bod die gebruikt worden voor conservering en restauratiewerkzaamheden.